# Emblema pictum
Il diamante variopinto (Emblema pictum Gould, 1842) è un uccello passeriforme della famiglia degli Estrildidi.

## Tassonomia
A causa dell'aspetto caratteristico e piuttosto differente da quello degli altri estrildidi australiani ed asiatici, ma simile piuttosto a quello di specie africane quali gli amaranti ed il mandingo, per lungo tempo si è pensato che il diamante variopinto rappresentasse una linea ancestrale di questi uccelli, una sorta di "fossile vivente" residuato di un'antica migrazione proveniente dall'Asia o dall'Africa, secondo alcuni addirittura classificabile nella sottofamiglia delle Estrildinae afro-asiatiche piuttosto che fra le Lonchurinae orientali ed oceaniche. In seguito a studi recenti, si è scoperto che la presunta lontananza filogenetica di questo uccello rispetto agli altri diamanti australiani è del tutto infondata, anzi esso forma un clade col ben noto diamante mandarino.
Il nome scientifico del genere deriva dal latino emblema, col significato di mosaico od intarsio, mentre quello della specie deriva sempre dal latino ed in particolare dal vero pingere, col significato di "pitturare": ambedue i termini si riferiscono alla colorazione di questo uccello.
In passato, al genere Emblema venivano ascritte altre quattro specie:
- diamante codadifuoco, diamante guttato e diamante orecchie rosse, attualmente ascritte al genere Stagonopleura;
- diamante cigliarosse, attualmente ascritto al genere Neochmia;

Tale classificazione si è in seguito rivelata errata, in quanto i diamanti del genere Stagonopleura sono piuttosto distanti dagli altri diamanti australiani, così come quelli del genere Neochmia.

## Distribuzione edhabitat

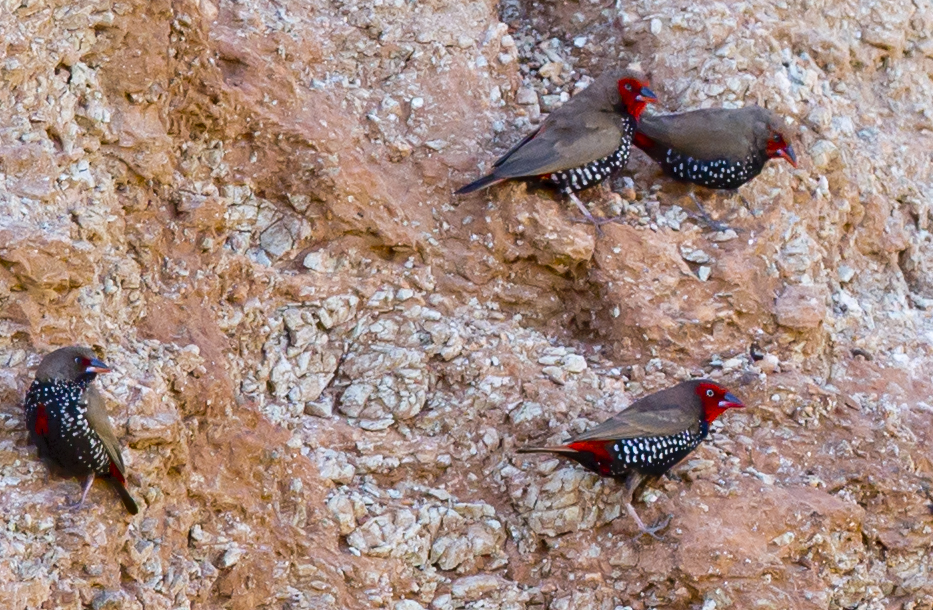
Gruppo di diamanti variopinti nei pressi di Karratha.

Il diamante variopinto è diffuso in Australia centrale, occupando un'area che va da capo Nord-Ovest al Grande Bacino Artesiano, passando attraverso il Gran Deserto Sabbioso, il deserto di Gibson ed il Tanami.
Come intuibile dall'areale occupato, questo uccello è un abitatore delle aree secche e semidesertiche a prevalenza di cespugli di Triodia spp. (i cosiddetti "spinifex"), con presenza di fonti d'acqua dolce permanenti o semipermanenti attorno alle quali le popolazioni di questo uccello si concentrano. Si tratta di una specie stanziale (in contrasto con la maggior parte delle specie di uccelli adattatesi alla vita in ambienti desertici, che hanno abitudini erratiche), ma che soprattutto nelle aree centrali e meridionali dell'areale può compiere spostamenti in caso di necessità.

## Descrizione

### Dimensioni
Misura circa 10–12 cm di lunghezza, per un peso di circa 12 grammi.

### Aspetto

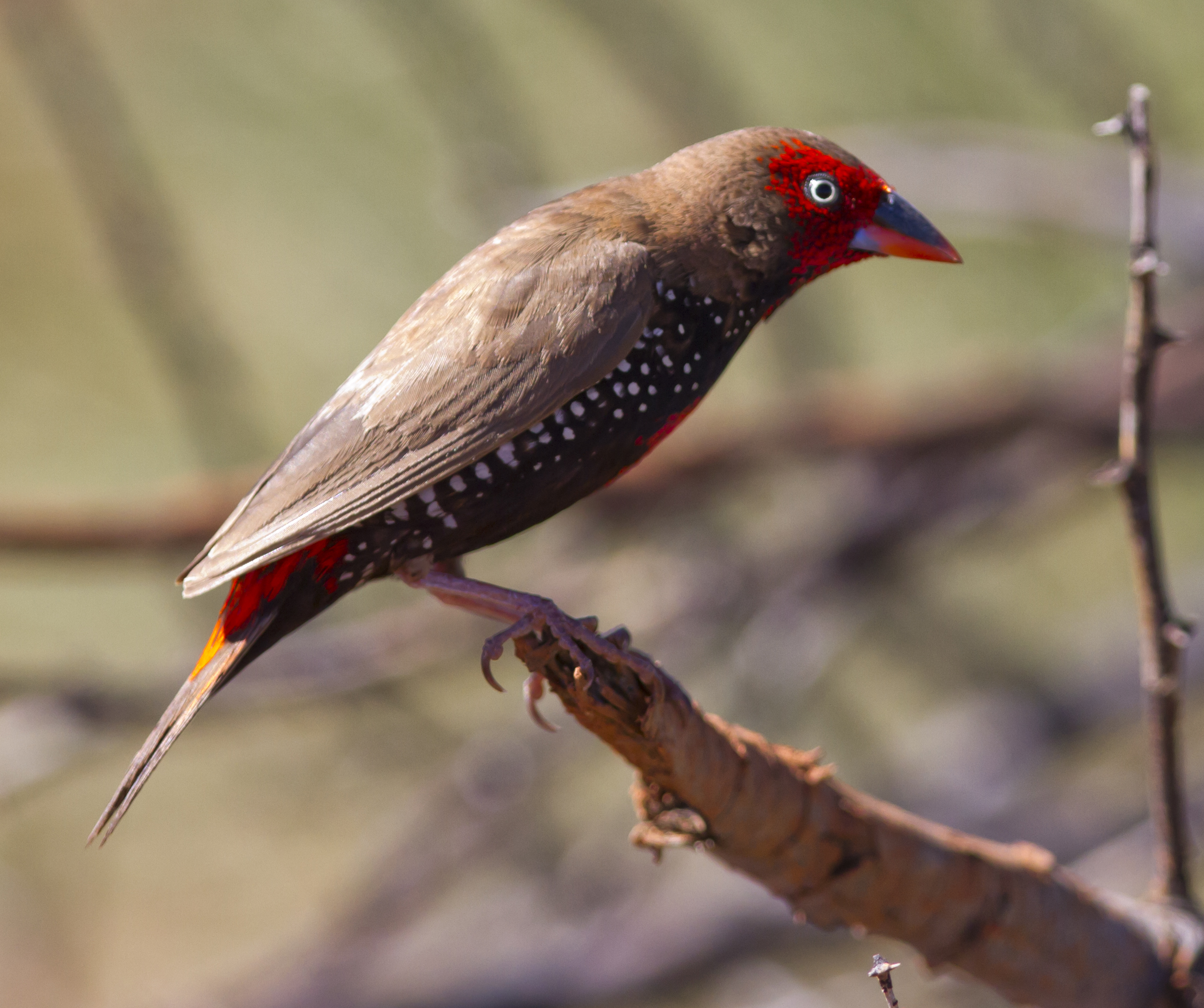
Un maschio appollaiato su un ramo.

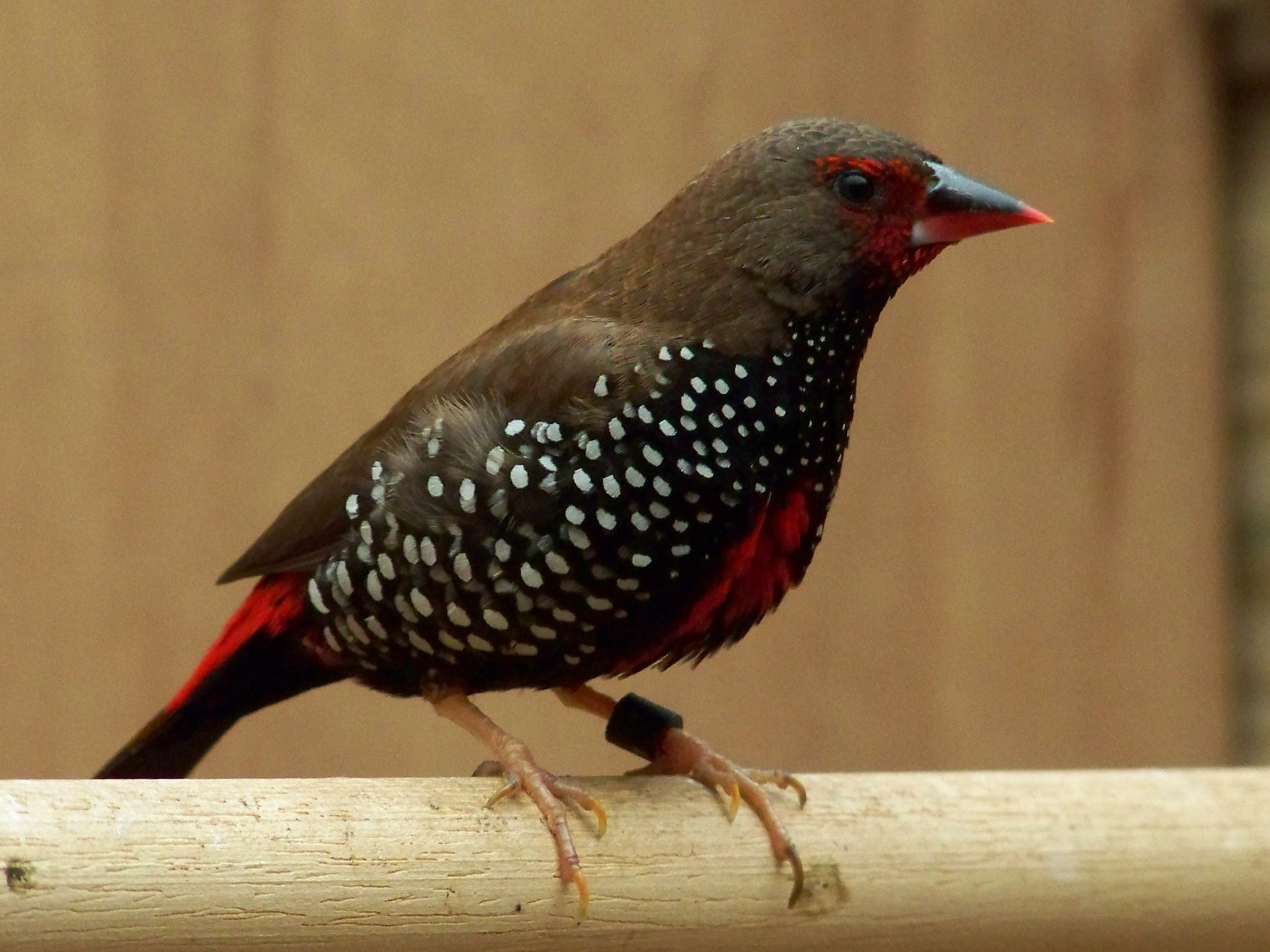
Un maschio in cattività: nel diamante variopinto esiste una grande variabilità individuale nell'estensione del colore rosso.

La zona dorsale (dorso, ali, nuca e coda), il vertice ed il collo sono di colore bruno, mentre il petto, il ventre ed i fianchi sono neri, con punteggiature bianche su questi ultimi e del petto: attorno alla faccia è presente una mascherina rossa, e rossi sono anche una macchia al centro del ventre, il sottocoda ed il codione.

L'estensione e l'intensità del rosso sul corpo sono molto variabili da individuo a individuo: in generale, nelle femmine la mascherina e la macchia rossa sul petto sono meno estese rispetto ai maschi (dove l'area rossa della mascherina può estendersi fino a congiungersi con l'area rossa sul ventre), mentre la punteggiatura bianca sui fianchi è più fitta. Il becco superiormente è nero con punta rossastra, mentre inferiormente è rosso con tendenza ad ingrigirsi verso la base: le zampe sono di color carnicino, gli occhi sono bianco-grigiastri.

## Biologia
Si tratta di uccelli che vivono in coppie od in piccoli gruppi (meno di 20 esemplari): essi hanno abitudini diurne, muovendosi principalmente al mattino ed al pomeriggio, mentre nelle ore centrali della giornata cercano riparo dalle alte temperature nel folto della vegetazione. La maggior parte del periodo di attività viene trascorsa al suolo, alla ricerca del cibo. A differenza di altri diamanti australiani, il diamante variopinto non è una specie molto socievole e gli stessi legami fra le coppie non sono così saldi come in altre specie.

### Alimentazione
La conformazione del becco di questi uccelli, robusto e allungato, è una risposta evolutiva al tipo di alimentazione principale, rappresentata perlopiù dai semi di spinifex caduti nel suolo sabbioso: il diamante variopinto, tuttavia, non disdegna di cibarsi di qualunque tipo di seme possa riuscire a rompere col forte becco, oltre ad altri cibi di origine vegetale come germogli, bacche e frutti e sporadicamente (specialmente durante il periodo riproduttivo) anche cibi di origine animale, come piccoli insetti.

### Riproduzione
Si tratta di uccelli monogami, che tuttavia non soffrono particolarmente se privati del proprio partner e che anzi cercano quasi immediatamente di trovarne un altro, specialmente durante la stagione riproduttiva: ciò è probabilmente dovuto al fatto che in un ambiente piuttosto difficile come quello colonizzato da questi animali è importante per la sopravvivenza della specie riuscire a propagarsi il più possibile quando le condizioni climatiche sono favorevoli. Il periodo riproduttivo, infatti, non è fisso ma cade in concomitanza con le piogge.

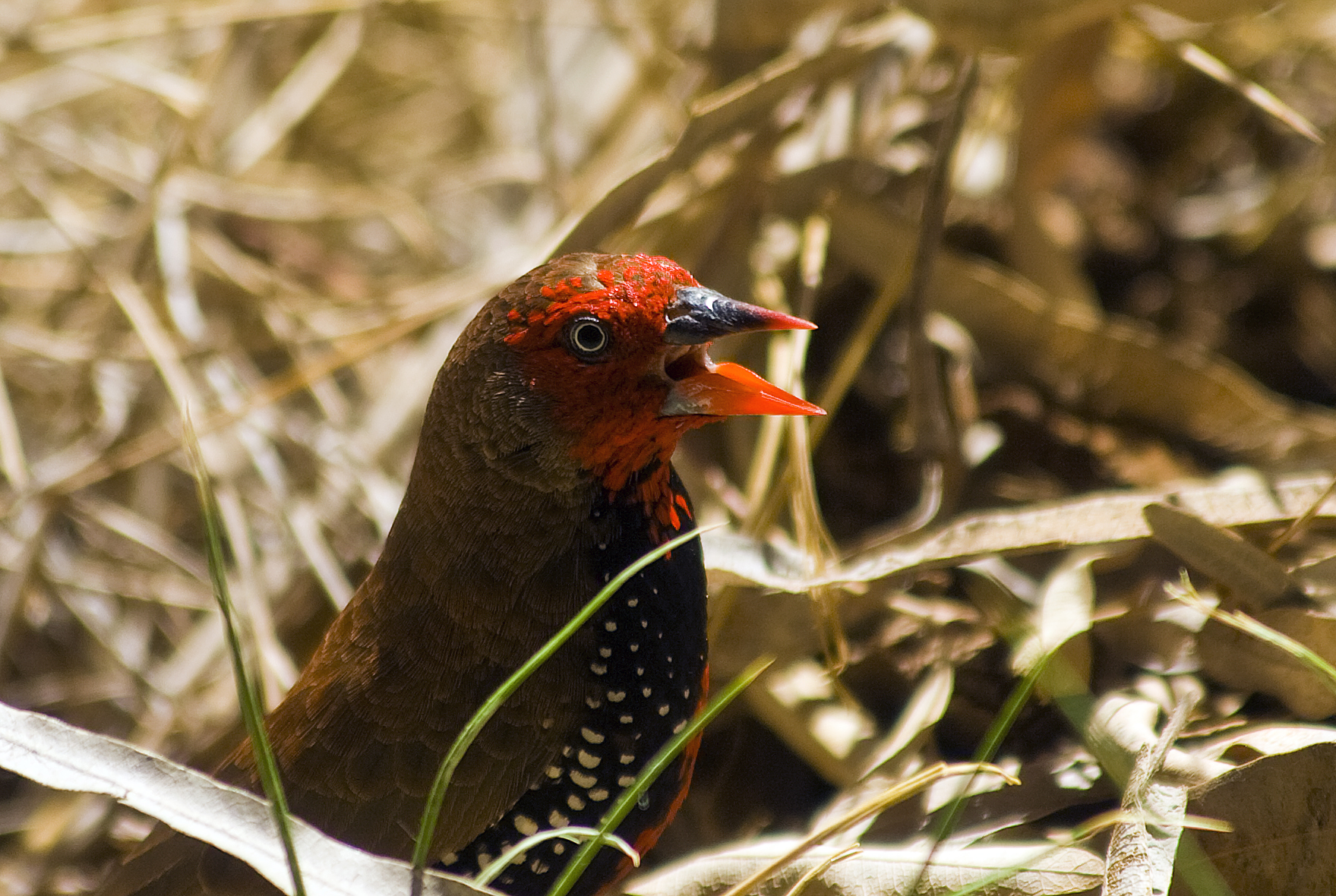
Un maschio solitario canta nei pressi di Alice Springs.

Il corteggiamento avviene quasi sempre al suolo: dopo una parata iniziale che consiste nel raccogliere e lasciar cadere sincopatamente dei piccoli oggetti al suolo da parte di ambo i sessi, il maschio emette il proprio canto (un suono cadenzato e piuttosto sgradevole all'orecchio umano, simile a quello di due superfici plastiche che strofinano) rimanendo eretto ed impettito nei pressi della femmina, muovendo la testa arruffando le penne in modo tale da mostrarle chiaramente le aree rosse su faccia e ventre. Se la femmina è ricettiva, allora sposta lateralmente la coda, invitando il maschio all'accoppiamento. I giovani maschi possono compiere questo rituale in maniera solitaria, nella speranza di attrarre una compagna.
Ambo i sessi collaborano nella costruzione del nido, col maschio che si occupa perlopiù di reperire il materiale da costruzione e la femmina che provvede a posizionarlo nella maniera corretta. Il nido viene posizionato solitamente nei pressi del suolo (meno di un metro e mezzo d'altezza) nel folto della vegetazione o nella biforcazione di un ramo: esso ha forma di un cilindro disteso, misura circa 20 cm di lunghezza e poco più d'altezza ed è costituito da materiale fibroso (radici, rametti, foglie, viticci) foderato all'interno con piume, erba e fibra di cocco. La costruzione del nido dura circa una settimana, e spesso la coppia costruisce due nidi prima di scegliere quello dove avrà luogo la deposizione, abbandonando l'altro.
Le uova, in numero di 3-5, sono bianche ed arrotondate e vengono covate da entrambi i genitori durante il giorno, mentre è la sola femmina a covare durante la notte, col maschio che rimane sul nido o al suolo nei pressi di esso.

L'incubazione dura due settimane: i pulli sono ciechi e nudi e vengono nutriti da ambedue i genitori: essi sono pronti all'involo nel giro di tre settimane, ed una volta lasciato il nido non vi ritornano più, rimanendo al suolo. I nidiacei sono indipendenti circa un mese e mezzo dopo la schiusa, e sebbene già a 7 settimane di vita possano cominciare a riprodursi essi non assumono la livrea adulta prima del terzo mese di vita.
La speranza di vita di questi uccelli in natura è sconosciuta, sebbene si supponga che a causa delle condizioni climatiche piuttosto difficili essa difficilmente superi i due anni di vita. In cattività, invece, il diamante variopinto può vivere anche 7-8 anni.